# Saint-Germain-du-Bel-Air
Saint-Germain-du-Bel-Air é uma comuna francesa na região administrativa de Occitânia, no departamento de Lot. Estende-se por uma área de 21,47 km². Em 2010 a comuna tinha 577 habitantes (densidade: 26,9 hab./km²).